# 39-й саміт G8

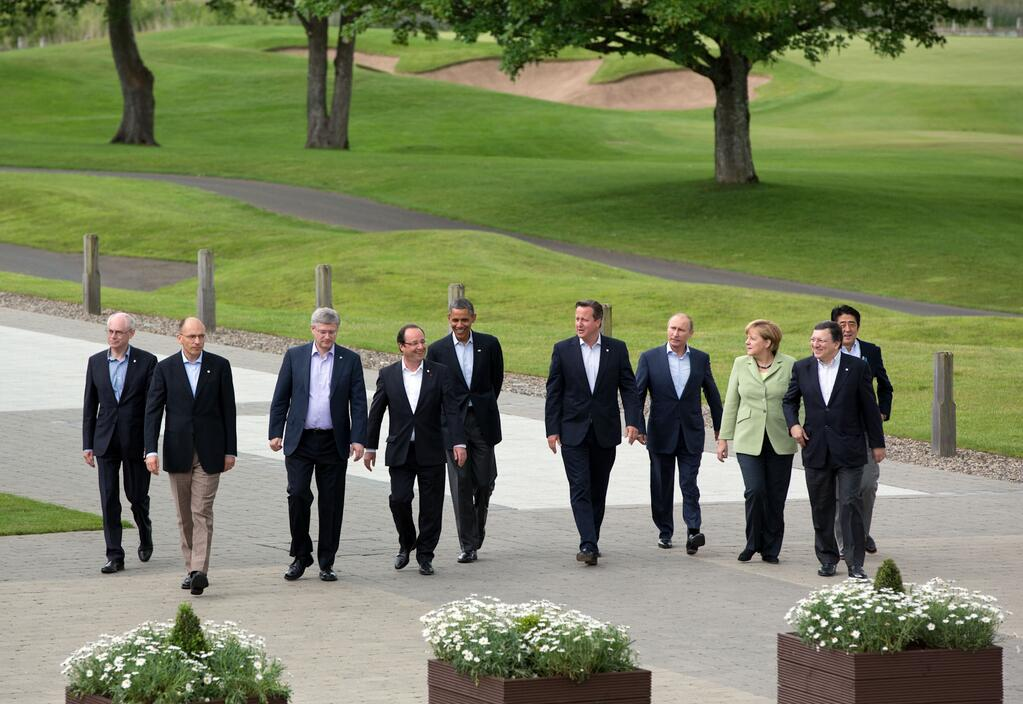

39-й саміт Великої вісімки — зустріч на вищому рівні керівників держав Великої вісімки, проходив 17 — 18 червня 2013 в курортному місті Лох-Ерн в графстві Фермана, Північна Ірландія (Велика Британія). На саміті розглядались питання конфлікту у Сирії, податкової політики та створення зони вільної торгівлі між США і ЄС.

## Учасники
| Core G8 members   |                   |                     |                          |
| Учасник           | Учасник           | Представляє         | Посада                   |
| Канада            | Канада            | Стівен Гарпер       | Прем'єр-міністр          |
| Франція           | Франція           | Франсуа Олланд      | Президент                |
| Німеччина         | Німеччина         | Ангела Меркель      | Канцлер                  |
| Італія            | Італія            | Енріко Летта        | Прем'єр-міністр          |
| Японія            | Японія            | Сіндзо Абе          | Прем'єр-міністр          |
| Велика Британія   | Велика Британія   | Девід Кемерон       | Прем'єр-міністр          |
| США               | США               | Барак Обама         | Президент                |
| Європейський Союз | Європейський Союз | Жозе Мануел Баррозу | Президент ЄС             |
| Європейський Союз | Європейський Союз | Герман Ван Ромпей   | Голова Європейської Ради |
| Росія             | Росія             | Володимир Путін     | Президент                |